# Erica McCall
Erica McCall (ur. 21 sierpnia 1995 w Bakersfield) – amerykańska koszykarka występująca na pozycji silnej skrzydłowej, obecnie zawodniczka Atomeromu KSC Szekszárd, a w okresie letnim Washington Mystics, w WNBA.
Jej siostra DeWanna Bonner jest dwukrotną mistrzynią WNBA oraz uczestniczką spotkań gwiazd ligi. Jest też szwagierką koleżanki z drużyny Fever, znanej z występów w Wiśle Can-Pack Kraków – Candice Dupree.
Jej ojciec Greg jest trenerem żeńskiej reprezentacji Cal State Bakersfield, natomiast matka Sonya była lekkoatletką w Northern Arizona University.
30 lipca 2020 została zawodniczką Minnesoty Lynx. 6 lutego 2021 dołączyła do Washington Mystics.

## Osiągnięcia
Stan na 9 sierpnia 2020, na podstawie, o ile nie zaznaczono inaczej.
NCAA
- Uczestniczka rozgrywek:
  - NCAA Final Four (2014, 2017)
  - Elite 8 turnieju NCAA (2014, 2016, 2017)
  - Sweet 16 turnieju NCAA (20142017)
- Mistrzyni:
  - turnieju konferencji Pac-12 (2015, 2017)
  - sezonu regularnego Pac-12 (2014)
- Zaliczona do:
  - I składu:
    - Pac-12 (2016, 2017)
    - defensywnego Pac-12 (2016)

  - II składu CoSIDA Academic All-American (2013)
  - składu honorable mention All-American (2017)

Drużynowe
- Wicemistrzyni Węgier (2018)[5]
- Zdobywczyni pucharu Węgier (2018)[5]

Indywidualne
(* – nagrody przyznane przez portal eurobasket.com)
- Zaliczona do*:
  - I składu zawodniczek zagranicznych ligi węgierskiej (2018)[5]
  - II składu ligi węgierskiej (2018)[5]
  - III składu ligi węgierskiej (2019)[6]

Reprezentacja
- Mistrzyni:
  - uniwersjady (2015)
  - świata:
    - U–17 (2012)
    - U–18 3x3 (2012)

  - Ameryki U–16 (2011)